# Sud (film 1962)
Sud (Суд) è un film del 1962 diretto da Aida Ivanovna Manasarova e Vladimir Nikolaevič Skujbin.